# Cantone di Trois-Rivières
Il cantone di Trois-Rivières è una divisione amministrativa dell'arrondissement di Basse-Terre, nel dipartimento d'oltremare della Guadalupa.
A seguito della riforma approvata con decreto del 24 febbraio 2014, che ha avuto attuazione dopo le elezioni dipartimentali del 2015, è passato da 2 a 5 comuni.

## Composizione
I 2 comuni facenti parte prima della riforma del 2014 erano:
- Trois-Rivières
- Vieux-Fort

Dal 2015 i comuni appartenenti al cantone sono i seguenti 5:
- Gourbeyre
- Terre-de-Bas
- Terre-de-Haut
- Trois-Rivières
- Vieux-Fort